# Lentinus zelandicus
Lentinus zelandicus är en svampart som beskrevs av Sacc. & Cub. 1887. Lentinus zelandicus ingår i släktet Lentinus och familjen Polyporaceae.   Inga underarter finns listade i Catalogue of Life.